# Mistrzostwa Świata w Kolarstwie Szosowym 2023 – wyścig ze startu wspólnego mężczyzn
Mistrzostwa Świata w Kolarstwie Szosowym 2023 – wyścig ze startu wspólnego mężczyzn – konkurencja wyścigu ze startu wspólnego elity mężczyzn w ramach Mistrzostw Świata w Kolarstwie Szosowym 2023, która została rozegrana 6 sierpnia 2023 na liczącej ponad 271 kilometrów trasie z Edynburgu do Glasgow.

## Uczestnicy

### Reprezentacje
| Reprezentacje (57)- Belgia - Dania - Francja - Wielka Brytania - Hiszpania - Słowenia - Holandia - Włochy - Australia - Kolumbia - Stany Zjednoczone - Szwajcaria - Norwegia - Portugalia - Niemcy - Austria - Irlandia - Kanada - Erytrea - Nowa Zelandia - Kazachstan - Łotwa - Ekwador - Czechy - Polska - Maroko - Węgry - Południowa Afryka - Algieria - Słowacja - Japonia - Luksemburg - Mongolia - Izrael - Argentyna - Grecja - Ukraina - Urugwaj - Wenezuela - Rwanda - Chiny - Mauritius - Szwecja - Chile - Brazylia - Uzbekistan - Cypr - Brytyjskie Wyspy Dziewicze - Uganda - Saint Vincent i Grenadyny - Monako - Gujana - Malta - Republika Zielonego Przylądka - Anguilla - Watykan - Panama |
| |

### Lista startowa
| Belgia BEL | Belgia BEL           | Belgia BEL |
| ---------- | -------------------- | ---------- |
| Nr         | Kolarz               | Miejsce    |
| 1          | Remco Evenepoel      | 25.        |
| 2          | Frederik Frison      | DNF        |
| 3          | Jasper Philipsen     | DNF        |
| 4          | Jasper Stuyven       | 6.         |
| 5          | Nathan Van Hooydonck | DNF        |
| 6          | Tiesj Benoot         | 9.         |
| 7          | Victor Campenaerts   | DNF        |
| 8          | Wout van Aert        | 2.         |
| 9          | Yves Lampaert        | 44.        |

| Dania DEN | Dania DEN             | Dania DEN |
| --------- | --------------------- | --------- |
| Nr        | Kolarz                | Miejsce   |
| 10        | Kasper Asgreen        | DNF       |
| 11        | Mads Pedersen         | 4.        |
| 12        | Magnus Cort Nielsen   | DNF       |
| 13        | Mattias Skjelmose     | 14.       |
| 14        | Michael Mørkøv        | DNF       |
| 15        | Mikkel Bjerg          | DNF       |
| 16        | Mikkel Frølich Honoré | DNF       |
| 17        | Søren Kragh Andersen  | DNF       |

| Francja FRA | Francja FRA        | Francja FRA |
| ----------- | ------------------ | ----------- |
| Nr          | Kolarz             | Miejsce     |
| 18          | Benoît Cosnefroy   | 47.         |
| 19          | Bryan Coquard      | DNF         |
| 20          | Christophe Laporte | DNF         |
| 21          | Florian Sénéchal   | DNF         |
| 22          | Julian Alaphilippe | DNF         |
| 23          | Olivier Le Gac     | DNF         |
| 24          | Rémi Cavagna       | DNF         |
| 25          | Valentin Madouas   | 15.         |

| Wielka Brytania GBR | Wielka Brytania GBR | Wielka Brytania GBR |
| ------------------- | ------------------- | ------------------- |
| Nr                  | Kolarz              | Miejsce             |
| 26                  | Ben Swift           | DNF                 |
| 27                  | Ben Turner          | DNF                 |
| 28                  | Connor Swift        | 26.                 |
| 29                  | Fred Wright         | DNF                 |
| 30                  | Jake Stewart        | DNF                 |
| 31                  | Luke Rowe           | DNF                 |
| 32                  | Owain Doull         | 18.                 |
| 33                  | Samuel Watson       | DNF                 |

| Hiszpania ESP | Hiszpania ESP       | Hiszpania ESP |
| ------------- | ------------------- | ------------- |
| Nr            | Kolarz              | Miejsce       |
| 34            | Alex Aranburu       | 19.           |
| 35            | Gonzalo Serrano     | DNF           |
| 36            | Ion Izagirre        | DNF           |
| 37            | Iván García Cortina | 30.           |
| 38            | Jesús Ezquerra      | DNF           |
| 39            | Jesús Herrada       | DNF           |
| 40            | Roger Adrià         | DNF           |
| 41            | Xabier Azparren     | DNF           |

| Słowenia SLO | Słowenia SLO    | Słowenia SLO |
| ------------ | --------------- | ------------ |
| Nr           | Kolarz          | Miejsce      |
| 42           | Anže Skok       | DNF          |
| 43           | Domen Novak     | DNF          |
| 44           | Jaka Primožič   | DNF          |
| 45           | Kristijan Koren | DNF          |
| 46           | Luka Mezgec     | DNF          |
| 47           | Matevž Govekar  | 33.          |
| 48           | Tadej Pogačar   | 3.           |
| 49           | Tilen Finkšt    | DNF          |

| Holandia NED | Holandia NED         | Holandia NED |
| ------------ | -------------------- | ------------ |
| Nr           | Kolarz               | Miejsce      |
| 50           | Daan Hoole           | DNF          |
| 51           | Dylan van Baarle     | 12.          |
| 52           | Jan Maas             | DNF          |
| 53           | Mathieu van der Poel | 1.           |
| 54           | Mick van Dijke       | DNF          |
| 55           | Olav Kooij           | 45.          |
| 56           | Oscar Riesebeek      | DNF          |
| 57           | Pascal Eenkhoorn     | DNF          |

| Włochy ITA | Włochy ITA        | Włochy ITA |
| ---------- | ----------------- | ---------- |
| Nr         | Kolarz            | Miejsce    |
| 58         | Alberto Bettiol   | 10.        |
| 59         | Andrea Bagioli    | 39.        |
| 60         | Daniel Oss        | DNF        |
| 61         | Filippo Baroncini | DNF        |
| 62         | Kristian Sbaragli | 34.        |
| 63         | Lorenzo Rota      | 28.        |
| 64         | Matteo Trentin    | DNF        |
| 65         | Simone Velasco    | 27.        |

| Australia AUS | Australia AUS       | Australia AUS |
| ------------- | ------------------- | ------------- |
| Nr            | Kolarz              | Miejsce       |
| 66            | Alexander Edmondson | DNF           |
| 67            | Harry Sweeny        | DNF           |
| 68            | Kaden Groves        | DNF           |
| 69            | Lucas Plapp         | DNF           |
| 70            | Luke Durbridge      | DNF           |
| 71            | Matthew Dinham      | 7.            |
| 72            | Michael Matthews    | DNF           |
| 73            | Simon Clarke        | 21.           |

| Kolumbia COL | Kolumbia COL          | Kolumbia COL |
| ------------ | --------------------- | ------------ |
| Nr           | Kolarz                | Miejsce      |
| 74           | Fernando Gaviria      | DNF          |
| 75           | Harold Tejada         | DNF          |
| 76           | Jesús David Peña      | DNF          |
| 77           | Juan Sebastián Molano | DNF          |
| 78           | Rigoberto Urán        | DNF          |
| 79           | Santiago Buitrago     | DNF          |
| 80           | Walter Vargas         | DNF          |

| Stany Zjednoczone USA | Stany Zjednoczone USA | Stany Zjednoczone USA |
| --------------------- | --------------------- | --------------------- |
| Nr                    | Kolarz                | Miejsce               |
| 81                    | Lawson Craddock       | DNF                   |
| 82                    | Kevin Vermaerke       | 20.                   |
| 83                    | Larry Warbasse        | DNF                   |
| 84                    | Neilson Powless       | 11.                   |
| 85                    | Sean Quinn            | DNF                   |
| 86                    | William Barta         | DNF                   |

| Szwajcaria SUI | Szwajcaria SUI   | Szwajcaria SUI |
| -------------- | ---------------- | -------------- |
| Nr             | Kolarz           | Miejsce        |
| 87             | Fabian Lienhard  | DNF            |
| 88             | Marc Hirschi     | DNF            |
| 89             | Mauro Schmid     | 13.            |
| 90             | Silvan Dillier   | 43.            |
| 91             | Stefan Bissegger | DNF            |
| 92             | Stefan Küng      | 5.             |

| Norwegia NOR | Norwegia NOR               | Norwegia NOR |
| ------------ | -------------------------- | ------------ |
| Nr           | Kolarz                     | Miejsce      |
| 93           | Alexander Kristoff         | DNF          |
| 94           | Andreas Leknessund         | 50.          |
| 95           | Edvald Boasson Hagen       | DNF          |
| 96           | Jonas Abrahamsen           | DNF          |
| 97           | Rasmus Tiller              | 17.          |
| 98           | Tobias Halland Johannessen | 51.          |

| Portugalia POR | Portugalia POR  | Portugalia POR |
| -------------- | --------------- | -------------- |
| Nr             | Kolarz          | Miejsce        |
| 99             | André Carvalho  | DNF            |
| 100            | João Almeida    | DNF            |
| 101            | Nelson Oliveira | 46.            |
| 102            | Ruben Guerreiro | DNF            |

| Niemcy GER | Niemcy GER     | Niemcy GER |
| ---------- | -------------- | ---------- |
| Nr         | Kolarz         | Miejsce    |
| 103        | Jannik Steimle | DNF        |
| 104        | John Degenkolb | 16.        |
| 105        | Jonas Rutsch   | 41.        |
| 106        | Michel Heßmann | DNF        |
| 107        | Nico Denz      | DNF        |
| 108        | Nils Politt    | DNF        |

| Austria AUT | Austria AUT           | Austria AUT |
| ----------- | --------------------- | ----------- |
| Nr          | Kolarz                | Miejsce     |
| 109         | Lukas Pöstlberger     | DNF         |
| 110         | Marco Haller          | 31.         |
| 111         | Michael Gogl          | 35.         |
| 112         | Patrick Gamper        | 22.         |
| 113         | Rainer Kepplinger     | DNF         |
| 114         | Sebastian Schönberger | 38.         |

| Irlandia IRL | Irlandia IRL    | Irlandia IRL |
| ------------ | --------------- | ------------ |
| Nr           | Kolarz          | Miejsce      |
| 115          | Ben Healy       | DNF          |
| 116          | Cormac McGeough | DNF          |
| 117          | Dillon Corkery  | DNF          |
| 118          | Rory Townsend   | DNF          |
| 119          | Ryan Mullen     | DNF          |
| 120          | Sam Bennett     | DNF          |

| Kanada CAN | Kanada CAN               | Kanada CAN |
| ---------- | ------------------------ | ---------- |
| Nr         | Kolarz                   | Miejsce    |
| 121        | Benjamin Perry           | DNF        |
| 122        | Charles-Étienne Chrétien | DNF        |
| 123        | Derek Gee                | DNF        |
| 124        | Guillaume Boivin         | 36.        |
| 125        | Hugo Houle               | DNF        |
| 126        | Nickolas Zukowsky        | 40.        |

| Erytrea ERI | Erytrea ERI     | Erytrea ERI |
| ----------- | --------------- | ----------- |
| Nr          | Kolarz          | Miejsce     |
| 127         | Dawit Yemane    | DNF         |
| 128         | Henok Mulubrhan | DNF         |
| 129         | Natnael Berhane | DNF         |

| Nowa Zelandia NZL | Nowa Zelandia NZL | Nowa Zelandia NZL |
| ----------------- | ----------------- | ----------------- |
| Nr                | Kolarz            | Miejsce           |
| 130               | Corbin Strong     | DNF               |
| 131               | George Bennett    | DNF               |
| 132               | James Oram        | DNF               |
| 133               | Laurence Pithie   | DNF               |
| 134               | Ryan Christensen  | 48.               |

| Kazachstan KAZ | Kazachstan KAZ     | Kazachstan KAZ |
| -------------- | ------------------ | -------------- |
| Nr             | Kolarz             | Miejsce        |
| 135            | Aleksiej Łucenko   | 49.            |
| 136            | Dmitrij Gruzdiew   | DNF            |
| 137            | Gleb Brusienski    | DNF            |
| 138            | Igor Czżan         | DNF            |
| 139            | Jewgienij Fiodorow | DNS            |

| Łotwa LAT | Łotwa LAT       | Łotwa LAT |
| --------- | --------------- | --------- |
| Nr        | Kolarz          | Miejsce   |
| 140       | Emīls Liepiņš   | 29.       |
| 141       | Krists Neilands | 23.       |
| 142       | Mārtiņš Pluto   | DNF       |
| 143       | Toms Skujiņš    | 8.        |

| Ekwador ECU | Ekwador ECU              | Ekwador ECU |
| ----------- | ------------------------ | ----------- |
| Nr          | Kolarz                   | Miejsce     |
| 144         | Jefferson Alveiro Cepeda | DNF         |
| 145         | Jhonatan Narváez         | DNF         |
| 146         | Jonathan Caicedo         | DNF         |

| Czechy CZE | Czechy CZE    | Czechy CZE |
| ---------- | ------------- | ---------- |
| Nr         | Kolarz        | Miejsce    |
| 147        | Adam Ťoupalík | 42.        |
| 148        | Mathias Vacek | DNF        |
| 149        | Michael Boroš | 37.        |
| 150        | Petr Kelemen  | 24.        |

| Polska POL | Polska POL         | Polska POL |
| ---------- | ------------------ | ---------- |
| Nr         | Kolarz             | Miejsce    |
| 151        | Michał Kwiatkowski | DNF        |

| Maroko MAR | Maroko MAR          | Maroko MAR |
| ---------- | ------------------- | ---------- |
| Nr         | Kolarz              | Miejsce    |
| 152        | Adil El Arbaoui     | DNF        |
| 153        | El Houçaine Sabbahi | DNF        |
| 154        | Mohcine El Kouraji  | DNF        |
| 155        | Omar El Gouzi       | DNF        |

| Węgry HUN | Węgry HUN   | Węgry HUN |
| --------- | ----------- | --------- |
| Nr        | Kolarz      | Miejsce   |
| 156       | Márton Dina | DNF       |

| Południowa Afryka RSA | Południowa Afryka RSA | Południowa Afryka RSA |
| --------------------- | --------------------- | --------------------- |
| Nr                    | Kolarz                | Miejsce               |
| 157                   | Callum Ormiston       | DNF                   |
| 158                   | Daryl Impey           | DNF                   |
| 159                   | Morne van Niekerk     | DNF                   |
| 160                   | Ryan Gibbons          | DNF                   |

| Algieria ALG | Algieria ALG    | Algieria ALG |
| ------------ | --------------- | ------------ |
| Nr           | Kolarz          | Miejsce      |
| 161          | Yacine Hamza    |              |
| 162          | Youcef Reguigui |              |

| Słowacja SVK | Słowacja SVK | Słowacja SVK |
| ------------ | ------------ | ------------ |
| Nr           | Kolarz       | Miejsce      |
| 163          | Matúš Štoček | DNF          |
| 164          | Peter Sagan  | DNF          |

| Japonia JPN | Japonia JPN     | Japonia JPN |
| ----------- | --------------- | ----------- |
| Nr          | Kolarz          | Miejsce     |
| 165         | Yukiya Arashiro | DNF         |

| Luksemburg LUX | Luksemburg LUX | Luksemburg LUX |
| -------------- | -------------- | -------------- |
| Nr             | Kolarz         | Miejsce        |
| 166            | Alex Kirsch    | DNF            |
| 167            | Cedric Pries   | DNF            |
| 168            | Kevin Geniets  | DNF            |
| 169            | Tom Wirtgen    | DNF            |

| Mongolia MGL | Mongolia MGL          | Mongolia MGL |
| ------------ | --------------------- | ------------ |
| Nr           | Kolarz                | Miejsce      |
| 170          | Jambaljamts Sainbayar | DNF          |

| Izrael ISR | Izrael ISR     | Izrael ISR |
| ---------- | -------------- | ---------- |
| Nr         | Kolarz         | Miejsce    |
| 171        | Itamar Einhorn | DNF        |

| Argentyna ARG | Argentyna ARG  | Argentyna ARG |
| ------------- | -------------- | ------------- |
| Nr            | Kolarz         | Miejsce       |
| 172           | Nicolás Tivani | DNF           |

| Grecja GRE | Grecja GRE     | Grecja GRE |
| ---------- | -------------- | ---------- |
| Nr         | Kolarz         | Miejsce    |
| 173        | Jeorjos Buglas | DNF        |

| Ukraina UKR | Ukraina UKR     | Ukraina UKR |
| ----------- | --------------- | ----------- |
| Nr          | Kolarz          | Miejsce     |
| 174         | Anatolij Budiak | DNF         |

| Urugwaj URU | Urugwaj URU   | Urugwaj URU |
| ----------- | ------------- | ----------- |
| Nr          | Kolarz        | Miejsce     |
| 175         | Eric Fagundez | DNF         |

| Wenezuela VEN | Wenezuela VEN | Wenezuela VEN |
| ------------- | ------------- | ------------- |
| Nr            | Kolarz        | Miejsce       |
| 176           | José Alarcón  | DNF           |

| Rwanda RWA | Rwanda RWA      | Rwanda RWA |
| ---------- | --------------- | ---------- |
| Nr         | Kolarz          | Miejsce    |
| 177        | Eric Manizabayo | DNF        |

| Kostaryka CRC | Kostaryka CRC | Kostaryka CRC |
| ------------- | ------------- | ------------- |
| Nr            | Kolarz        | Miejsce       |
| 178           | Jason Huertas | DNF           |

| Chiny CHN | Chiny CHN | Chiny CHN |
| --------- | --------- | --------- |
| Nr        | Kolarz    | Miejsce   |
| 179       | Su Haoyu  | DNF       |

| Mauritius MRI | Mauritius MRI      | Mauritius MRI |
| ------------- | ------------------ | ------------- |
| Nr            | Kolarz             | Miejsce       |
| 180           | Christopher Lagane | DNF           |

| Szwecja SWE | Szwecja SWE    | Szwecja SWE |
| ----------- | -------------- | ----------- |
| Nr          | Kolarz         | Miejsce     |
| 181         | Lucas Eriksson | DNF         |

| Chile CHI | Chile CHI   | Chile CHI |
| --------- | ----------- | --------- |
| Nr        | Kolarz      | Miejsce   |
| 182       | Manuel Lira | DNF       |

| Brazylia BRA | Brazylia BRA    | Brazylia BRA |
| ------------ | --------------- | ------------ |
| Nr           | Kolarz          | Miejsce      |
| 183          | Nícolas Sessler | DNF          |

| Uzbekistan UZB | Uzbekistan UZB      | Uzbekistan UZB |
| -------------- | ------------------- | -------------- |
| Nr             | Kolarz              | Miejsce        |
| 184            | Muradjan Xalmuratov | DNF            |

| Cypr CYP | Cypr CYP          | Cypr CYP |
| -------- | ----------------- | -------- |
| Nr       | Kolarz            | Miejsce  |
| 185      | Andreas Miltiadis | DNF      |

| Brytyjskie Wyspy Dziewicze IVB | Brytyjskie Wyspy Dziewicze IVB | Brytyjskie Wyspy Dziewicze IVB |
| ------------------------------ | ------------------------------ | ------------------------------ |
| Nr                             | Kolarz                         | Miejsce                        |
| 186                            | Darel Christopher              | DNF                            |

| Uganda UGA | Uganda UGA     | Uganda UGA |
| ---------- | -------------- | ---------- |
| Nr         | Kolarz         | Miejsce    |
| 187        | Charles Kagimu | DNF        |

| Saint Vincent i Grenadyny VIN | Saint Vincent i Grenadyny VIN | Saint Vincent i Grenadyny VIN |
| ----------------------------- | ----------------------------- | ----------------------------- |
| Nr                            | Kolarz                        | Miejsce                       |
| 188                           | Cammie Adams                  | DNF                           |

| Monako MON | Monako MON         | Monako MON |
| ---------- | ------------------ | ---------- |
| Nr         | Kolarz             | Miejsce    |
| 189        | Victor Langellotti | DNF        |

| Gujana GUY | Gujana GUY  | Gujana GUY |
| ---------- | ----------- | ---------- |
| Nr         | Kolarz      | Miejsce    |
| 190        | Briton John | DNF        |

| Malta MLT | Malta MLT       | Malta MLT |
| --------- | --------------- | --------- |
| Nr        | Kolarz          | Miejsce   |
| 191       | Aidan Buttigieg | DNF       |

| Republika Zielonego Przylądka CPV | Republika Zielonego Przylądka CPV | Republika Zielonego Przylądka CPV |
| --------------------------------- | --------------------------------- | --------------------------------- |
| Nr                                | Kolarz                            | Miejsce                           |
| 192                               | Eliezer Soares                    | DNF                               |

| Anguilla AIA | Anguilla AIA  | Anguilla AIA |
| ------------ | ------------- | ------------ |
| Nr           | Kolarz        | Miejsce      |
| 193          | Hasani Hennis | DNF          |

| Watykan VAT | Watykan VAT     | Watykan VAT |
| ----------- | --------------- | ----------- |
| Nr          | Kolarz          | Miejsce     |
| 194         | Rien Schuurhuis | DNF         |

| Panama PAN | Panama PAN     | Panama PAN |
| ---------- | -------------- | ---------- |
| Nr         | Kolarz         | Miejsce    |
| 195        | Carlos Samudio | DNF        |

| Belgia BEL | Belgia BEL           | Belgia BEL |
| ---------- | -------------------- | ---------- |
| Nr         | Kolarz               | Miejsce    |
| 1          | Remco Evenepoel      | 25.        |
| 2          | Frederik Frison      | DNF        |
| 3          | Jasper Philipsen     | DNF        |
| 4          | Jasper Stuyven       | 6.         |
| 5          | Nathan Van Hooydonck | DNF        |
| 6          | Tiesj Benoot         | 9.         |
| 7          | Victor Campenaerts   | DNF        |
| 8          | Wout van Aert        | 2.         |
| 9          | Yves Lampaert        | 44.        |

| Dania DEN | Dania DEN             | Dania DEN |
| --------- | --------------------- | --------- |
| Nr        | Kolarz                | Miejsce   |
| 10        | Kasper Asgreen        | DNF       |
| 11        | Mads Pedersen         | 4.        |
| 12        | Magnus Cort Nielsen   | DNF       |
| 13        | Mattias Skjelmose     | 14.       |
| 14        | Michael Mørkøv        | DNF       |
| 15        | Mikkel Bjerg          | DNF       |
| 16        | Mikkel Frølich Honoré | DNF       |
| 17        | Søren Kragh Andersen  | DNF       |

| Francja FRA | Francja FRA        | Francja FRA |
| ----------- | ------------------ | ----------- |
| Nr          | Kolarz             | Miejsce     |
| 18          | Benoît Cosnefroy   | 47.         |
| 19          | Bryan Coquard      | DNF         |
| 20          | Christophe Laporte | DNF         |
| 21          | Florian Sénéchal   | DNF         |
| 22          | Julian Alaphilippe | DNF         |
| 23          | Olivier Le Gac     | DNF         |
| 24          | Rémi Cavagna       | DNF         |
| 25          | Valentin Madouas   | 15.         |

| Wielka Brytania GBR | Wielka Brytania GBR | Wielka Brytania GBR |
| ------------------- | ------------------- | ------------------- |
| Nr                  | Kolarz              | Miejsce             |
| 26                  | Ben Swift           | DNF                 |
| 27                  | Ben Turner          | DNF                 |
| 28                  | Connor Swift        | 26.                 |
| 29                  | Fred Wright         | DNF                 |
| 30                  | Jake Stewart        | DNF                 |
| 31                  | Luke Rowe           | DNF                 |
| 32                  | Owain Doull         | 18.                 |
| 33                  | Samuel Watson       | DNF                 |

| Hiszpania ESP | Hiszpania ESP       | Hiszpania ESP |
| ------------- | ------------------- | ------------- |
| Nr            | Kolarz              | Miejsce       |
| 34            | Alex Aranburu       | 19.           |
| 35            | Gonzalo Serrano     | DNF           |
| 36            | Ion Izagirre        | DNF           |
| 37            | Iván García Cortina | 30.           |
| 38            | Jesús Ezquerra      | DNF           |
| 39            | Jesús Herrada       | DNF           |
| 40            | Roger Adrià         | DNF           |
| 41            | Xabier Azparren     | DNF           |

| Słowenia SLO | Słowenia SLO    | Słowenia SLO |
| ------------ | --------------- | ------------ |
| Nr           | Kolarz          | Miejsce      |
| 42           | Anže Skok       | DNF          |
| 43           | Domen Novak     | DNF          |
| 44           | Jaka Primožič   | DNF          |
| 45           | Kristijan Koren | DNF          |
| 46           | Luka Mezgec     | DNF          |
| 47           | Matevž Govekar  | 33.          |
| 48           | Tadej Pogačar   | 3.           |
| 49           | Tilen Finkšt    | DNF          |

| Holandia NED | Holandia NED         | Holandia NED |
| ------------ | -------------------- | ------------ |
| Nr           | Kolarz               | Miejsce      |
| 50           | Daan Hoole           | DNF          |
| 51           | Dylan van Baarle     | 12.          |
| 52           | Jan Maas             | DNF          |
| 53           | Mathieu van der Poel | 1.           |
| 54           | Mick van Dijke       | DNF          |
| 55           | Olav Kooij           | 45.          |
| 56           | Oscar Riesebeek      | DNF          |
| 57           | Pascal Eenkhoorn     | DNF          |

| Włochy ITA | Włochy ITA        | Włochy ITA |
| ---------- | ----------------- | ---------- |
| Nr         | Kolarz            | Miejsce    |
| 58         | Alberto Bettiol   | 10.        |
| 59         | Andrea Bagioli    | 39.        |
| 60         | Daniel Oss        | DNF        |
| 61         | Filippo Baroncini | DNF        |
| 62         | Kristian Sbaragli | 34.        |
| 63         | Lorenzo Rota      | 28.        |
| 64         | Matteo Trentin    | DNF        |
| 65         | Simone Velasco    | 27.        |

| Australia AUS | Australia AUS       | Australia AUS |
| ------------- | ------------------- | ------------- |
| Nr            | Kolarz              | Miejsce       |
| 66            | Alexander Edmondson | DNF           |
| 67            | Harry Sweeny        | DNF           |
| 68            | Kaden Groves        | DNF           |
| 69            | Lucas Plapp         | DNF           |
| 70            | Luke Durbridge      | DNF           |
| 71            | Matthew Dinham      | 7.            |
| 72            | Michael Matthews    | DNF           |
| 73            | Simon Clarke        | 21.           |

| Kolumbia COL | Kolumbia COL          | Kolumbia COL |
| ------------ | --------------------- | ------------ |
| Nr           | Kolarz                | Miejsce      |
| 74           | Fernando Gaviria      | DNF          |
| 75           | Harold Tejada         | DNF          |
| 76           | Jesús David Peña      | DNF          |
| 77           | Juan Sebastián Molano | DNF          |
| 78           | Rigoberto Urán        | DNF          |
| 79           | Santiago Buitrago     | DNF          |
| 80           | Walter Vargas         | DNF          |

| Stany Zjednoczone USA | Stany Zjednoczone USA | Stany Zjednoczone USA |
| --------------------- | --------------------- | --------------------- |
| Nr                    | Kolarz                | Miejsce               |
| 81                    | Lawson Craddock       | DNF                   |
| 82                    | Kevin Vermaerke       | 20.                   |
| 83                    | Larry Warbasse        | DNF                   |
| 84                    | Neilson Powless       | 11.                   |
| 85                    | Sean Quinn            | DNF                   |
| 86                    | William Barta         | DNF                   |

| Szwajcaria SUI | Szwajcaria SUI   | Szwajcaria SUI |
| -------------- | ---------------- | -------------- |
| Nr             | Kolarz           | Miejsce        |
| 87             | Fabian Lienhard  | DNF            |
| 88             | Marc Hirschi     | DNF            |
| 89             | Mauro Schmid     | 13.            |
| 90             | Silvan Dillier   | 43.            |
| 91             | Stefan Bissegger | DNF            |
| 92             | Stefan Küng      | 5.             |

| Norwegia NOR | Norwegia NOR               | Norwegia NOR |
| ------------ | -------------------------- | ------------ |
| Nr           | Kolarz                     | Miejsce      |
| 93           | Alexander Kristoff         | DNF          |
| 94           | Andreas Leknessund         | 50.          |
| 95           | Edvald Boasson Hagen       | DNF          |
| 96           | Jonas Abrahamsen           | DNF          |
| 97           | Rasmus Tiller              | 17.          |
| 98           | Tobias Halland Johannessen | 51.          |

| Portugalia POR | Portugalia POR  | Portugalia POR |
| -------------- | --------------- | -------------- |
| Nr             | Kolarz          | Miejsce        |
| 99             | André Carvalho  | DNF            |
| 100            | João Almeida    | DNF            |
| 101            | Nelson Oliveira | 46.            |
| 102            | Ruben Guerreiro | DNF            |

| Niemcy GER | Niemcy GER     | Niemcy GER |
| ---------- | -------------- | ---------- |
| Nr         | Kolarz         | Miejsce    |
| 103        | Jannik Steimle | DNF        |
| 104        | John Degenkolb | 16.        |
| 105        | Jonas Rutsch   | 41.        |
| 106        | Michel Heßmann | DNF        |
| 107        | Nico Denz      | DNF        |
| 108        | Nils Politt    | DNF        |

| Austria AUT | Austria AUT           | Austria AUT |
| ----------- | --------------------- | ----------- |
| Nr          | Kolarz                | Miejsce     |
| 109         | Lukas Pöstlberger     | DNF         |
| 110         | Marco Haller          | 31.         |
| 111         | Michael Gogl          | 35.         |
| 112         | Patrick Gamper        | 22.         |
| 113         | Rainer Kepplinger     | DNF         |
| 114         | Sebastian Schönberger | 38.         |

| Irlandia IRL | Irlandia IRL    | Irlandia IRL |
| ------------ | --------------- | ------------ |
| Nr           | Kolarz          | Miejsce      |
| 115          | Ben Healy       | DNF          |
| 116          | Cormac McGeough | DNF          |
| 117          | Dillon Corkery  | DNF          |
| 118          | Rory Townsend   | DNF          |
| 119          | Ryan Mullen     | DNF          |
| 120          | Sam Bennett     | DNF          |

| Kanada CAN | Kanada CAN               | Kanada CAN |
| ---------- | ------------------------ | ---------- |
| Nr         | Kolarz                   | Miejsce    |
| 121        | Benjamin Perry           | DNF        |
| 122        | Charles-Étienne Chrétien | DNF        |
| 123        | Derek Gee                | DNF        |
| 124        | Guillaume Boivin         | 36.        |
| 125        | Hugo Houle               | DNF        |
| 126        | Nickolas Zukowsky        | 40.        |

| Erytrea ERI | Erytrea ERI     | Erytrea ERI |
| ----------- | --------------- | ----------- |
| Nr          | Kolarz          | Miejsce     |
| 127         | Dawit Yemane    | DNF         |
| 128         | Henok Mulubrhan | DNF         |
| 129         | Natnael Berhane | DNF         |

| Nowa Zelandia NZL | Nowa Zelandia NZL | Nowa Zelandia NZL |
| ----------------- | ----------------- | ----------------- |
| Nr                | Kolarz            | Miejsce           |
| 130               | Corbin Strong     | DNF               |
| 131               | George Bennett    | DNF               |
| 132               | James Oram        | DNF               |
| 133               | Laurence Pithie   | DNF               |
| 134               | Ryan Christensen  | 48.               |

| Kazachstan KAZ | Kazachstan KAZ     | Kazachstan KAZ |
| -------------- | ------------------ | -------------- |
| Nr             | Kolarz             | Miejsce        |
| 135            | Aleksiej Łucenko   | 49.            |
| 136            | Dmitrij Gruzdiew   | DNF            |
| 137            | Gleb Brusienski    | DNF            |
| 138            | Igor Czżan         | DNF            |
| 139            | Jewgienij Fiodorow | DNS            |

| Łotwa LAT | Łotwa LAT       | Łotwa LAT |
| --------- | --------------- | --------- |
| Nr        | Kolarz          | Miejsce   |
| 140       | Emīls Liepiņš   | 29.       |
| 141       | Krists Neilands | 23.       |
| 142       | Mārtiņš Pluto   | DNF       |
| 143       | Toms Skujiņš    | 8.        |

| Ekwador ECU | Ekwador ECU              | Ekwador ECU |
| ----------- | ------------------------ | ----------- |
| Nr          | Kolarz                   | Miejsce     |
| 144         | Jefferson Alveiro Cepeda | DNF         |
| 145         | Jhonatan Narváez         | DNF         |
| 146         | Jonathan Caicedo         | DNF         |

| Czechy CZE | Czechy CZE    | Czechy CZE |
| ---------- | ------------- | ---------- |
| Nr         | Kolarz        | Miejsce    |
| 147        | Adam Ťoupalík | 42.        |
| 148        | Mathias Vacek | DNF        |
| 149        | Michael Boroš | 37.        |
| 150        | Petr Kelemen  | 24.        |

| Polska POL | Polska POL         | Polska POL |
| ---------- | ------------------ | ---------- |
| Nr         | Kolarz             | Miejsce    |
| 151        | Michał Kwiatkowski | DNF        |

| Maroko MAR | Maroko MAR          | Maroko MAR |
| ---------- | ------------------- | ---------- |
| Nr         | Kolarz              | Miejsce    |
| 152        | Adil El Arbaoui     | DNF        |
| 153        | El Houçaine Sabbahi | DNF        |
| 154        | Mohcine El Kouraji  | DNF        |
| 155        | Omar El Gouzi       | DNF        |

| Węgry HUN | Węgry HUN   | Węgry HUN |
| --------- | ----------- | --------- |
| Nr        | Kolarz      | Miejsce   |
| 156       | Márton Dina | DNF       |

| Południowa Afryka RSA | Południowa Afryka RSA | Południowa Afryka RSA |
| --------------------- | --------------------- | --------------------- |
| Nr                    | Kolarz                | Miejsce               |
| 157                   | Callum Ormiston       | DNF                   |
| 158                   | Daryl Impey           | DNF                   |
| 159                   | Morne van Niekerk     | DNF                   |
| 160                   | Ryan Gibbons          | DNF                   |

| Algieria ALG | Algieria ALG    | Algieria ALG |
| ------------ | --------------- | ------------ |
| Nr           | Kolarz          | Miejsce      |
| 161          | Yacine Hamza    |              |
| 162          | Youcef Reguigui |              |

| Słowacja SVK | Słowacja SVK | Słowacja SVK |
| ------------ | ------------ | ------------ |
| Nr           | Kolarz       | Miejsce      |
| 163          | Matúš Štoček | DNF          |
| 164          | Peter Sagan  | DNF          |

| Japonia JPN | Japonia JPN     | Japonia JPN |
| ----------- | --------------- | ----------- |
| Nr          | Kolarz          | Miejsce     |
| 165         | Yukiya Arashiro | DNF         |

| Luksemburg LUX | Luksemburg LUX | Luksemburg LUX |
| -------------- | -------------- | -------------- |
| Nr             | Kolarz         | Miejsce        |
| 166            | Alex Kirsch    | DNF            |
| 167            | Cedric Pries   | DNF            |
| 168            | Kevin Geniets  | DNF            |
| 169            | Tom Wirtgen    | DNF            |

| Mongolia MGL | Mongolia MGL          | Mongolia MGL |
| ------------ | --------------------- | ------------ |
| Nr           | Kolarz                | Miejsce      |
| 170          | Jambaljamts Sainbayar | DNF          |

| Izrael ISR | Izrael ISR     | Izrael ISR |
| ---------- | -------------- | ---------- |
| Nr         | Kolarz         | Miejsce    |
| 171        | Itamar Einhorn | DNF        |

| Argentyna ARG | Argentyna ARG  | Argentyna ARG |
| ------------- | -------------- | ------------- |
| Nr            | Kolarz         | Miejsce       |
| 172           | Nicolás Tivani | DNF           |

| Grecja GRE | Grecja GRE     | Grecja GRE |
| ---------- | -------------- | ---------- |
| Nr         | Kolarz         | Miejsce    |
| 173        | Jeorjos Buglas | DNF        |

| Ukraina UKR | Ukraina UKR     | Ukraina UKR |
| ----------- | --------------- | ----------- |
| Nr          | Kolarz          | Miejsce     |
| 174         | Anatolij Budiak | DNF         |

| Urugwaj URU | Urugwaj URU   | Urugwaj URU |
| ----------- | ------------- | ----------- |
| Nr          | Kolarz        | Miejsce     |
| 175         | Eric Fagundez | DNF         |

| Wenezuela VEN | Wenezuela VEN | Wenezuela VEN |
| ------------- | ------------- | ------------- |
| Nr            | Kolarz        | Miejsce       |
| 176           | José Alarcón  | DNF           |

| Rwanda RWA | Rwanda RWA      | Rwanda RWA |
| ---------- | --------------- | ---------- |
| Nr         | Kolarz          | Miejsce    |
| 177        | Eric Manizabayo | DNF        |

| Kostaryka CRC | Kostaryka CRC | Kostaryka CRC |
| ------------- | ------------- | ------------- |
| Nr            | Kolarz        | Miejsce       |
| 178           | Jason Huertas | DNF           |

| Chiny CHN | Chiny CHN | Chiny CHN |
| --------- | --------- | --------- |
| Nr        | Kolarz    | Miejsce   |
| 179       | Su Haoyu  | DNF       |

| Mauritius MRI | Mauritius MRI      | Mauritius MRI |
| ------------- | ------------------ | ------------- |
| Nr            | Kolarz             | Miejsce       |
| 180           | Christopher Lagane | DNF           |

| Szwecja SWE | Szwecja SWE    | Szwecja SWE |
| ----------- | -------------- | ----------- |
| Nr          | Kolarz         | Miejsce     |
| 181         | Lucas Eriksson | DNF         |

| Chile CHI | Chile CHI   | Chile CHI |
| --------- | ----------- | --------- |
| Nr        | Kolarz      | Miejsce   |
| 182       | Manuel Lira | DNF       |

| Brazylia BRA | Brazylia BRA    | Brazylia BRA |
| ------------ | --------------- | ------------ |
| Nr           | Kolarz          | Miejsce      |
| 183          | Nícolas Sessler | DNF          |

| Uzbekistan UZB | Uzbekistan UZB      | Uzbekistan UZB |
| -------------- | ------------------- | -------------- |
| Nr             | Kolarz              | Miejsce        |
| 184            | Muradjan Xalmuratov | DNF            |

| Cypr CYP | Cypr CYP          | Cypr CYP |
| -------- | ----------------- | -------- |
| Nr       | Kolarz            | Miejsce  |
| 185      | Andreas Miltiadis | DNF      |

| Brytyjskie Wyspy Dziewicze IVB | Brytyjskie Wyspy Dziewicze IVB | Brytyjskie Wyspy Dziewicze IVB |
| ------------------------------ | ------------------------------ | ------------------------------ |
| Nr                             | Kolarz                         | Miejsce                        |
| 186                            | Darel Christopher              | DNF                            |

| Uganda UGA | Uganda UGA     | Uganda UGA |
| ---------- | -------------- | ---------- |
| Nr         | Kolarz         | Miejsce    |
| 187        | Charles Kagimu | DNF        |

| Saint Vincent i Grenadyny VIN | Saint Vincent i Grenadyny VIN | Saint Vincent i Grenadyny VIN |
| ----------------------------- | ----------------------------- | ----------------------------- |
| Nr                            | Kolarz                        | Miejsce                       |
| 188                           | Cammie Adams                  | DNF                           |

| Monako MON | Monako MON         | Monako MON |
| ---------- | ------------------ | ---------- |
| Nr         | Kolarz             | Miejsce    |
| 189        | Victor Langellotti | DNF        |

| Gujana GUY | Gujana GUY  | Gujana GUY |
| ---------- | ----------- | ---------- |
| Nr         | Kolarz      | Miejsce    |
| 190        | Briton John | DNF        |

| Malta MLT | Malta MLT       | Malta MLT |
| --------- | --------------- | --------- |
| Nr        | Kolarz          | Miejsce   |
| 191       | Aidan Buttigieg | DNF       |

| Republika Zielonego Przylądka CPV | Republika Zielonego Przylądka CPV | Republika Zielonego Przylądka CPV |
| --------------------------------- | --------------------------------- | --------------------------------- |
| Nr                                | Kolarz                            | Miejsce                           |
| 192                               | Eliezer Soares                    | DNF                               |

| Anguilla AIA | Anguilla AIA  | Anguilla AIA |
| ------------ | ------------- | ------------ |
| Nr           | Kolarz        | Miejsce      |
| 193          | Hasani Hennis | DNF          |

| Watykan VAT | Watykan VAT     | Watykan VAT |
| ----------- | --------------- | ----------- |
| Nr          | Kolarz          | Miejsce     |
| 194         | Rien Schuurhuis | DNF         |

| Panama PAN | Panama PAN     | Panama PAN |
| ---------- | -------------- | ---------- |
| Nr         | Kolarz         | Miejsce    |
| 195        | Carlos Samudio | DNF        |

## Klasyfikacja generalna
| \| Klasyfikacja generalna \| Klasyfikacja generalna \| Klasyfikacja generalna \| Klasyfikacja generalna \| Klasyfikacja generalna \| \| Kolarz \| Kolarz \| Państwo \| Drużyna \| Czas \| \| ---------------------- \| ---------------------- \| ---------------------- \| ---------------------- \| ---------------------- \| \| 1. \| Mathieu van der Poel \| Holandia \| Holandia \| 6h 07' 27" \| \| 2. \| Wout van Aert \| Belgia \| Belgia \| + 1' 37" \| \| 3. \| Tadej Pogačar \| Słowenia \| Słowenia \| + 1' 45" \| \| 4. \| Mads Pedersen \| Dania \| Dania \| + 1' 45" \| \| 5. \| Stefan Küng \| Szwajcaria \| Szwajcaria \| + 3' 48" \| \| 6. \| Jasper Stuyven \| Belgia \| Belgia \| + 3' 48" \| \| 7. \| Matthew Dinham \| Australia \| Australia \| + 3' 48" \| \| 8. \| Toms Skujiņš \| Łotwa \| Łotwa \| + 3' 48" \| \| 9. \| Tiesj Benoot \| Belgia \| Belgia \| + 3' 48" \| \| 10. \| Alberto Bettiol \| Włochy \| Włochy \| + 4' 03" \| \| 11. \| Neilson Powless \| Stany Zjednoczone \| Stany Zjednoczone \| + 4' 20" \| \| 12. \| Dylan van Baarle \| Holandia \| Holandia \| + 4' 24" \| \| 13. \| Mauro Schmid \| Szwajcaria \| Szwajcaria \| + 5' 50" \| \| 14. \| Mattias Skjelmose \| Dania \| Dania \| + 6' 22" \| \| 15. \| Valentin Madouas \| Francja \| Francja \| + 7' 53" \| \| 16. \| John Degenkolb \| Niemcy \| Niemcy \| + 8' 30" \| \| 17. \| Rasmus Tiller \| Norwegia \| Norwegia \| + 8' 30" \| \| 18. \| Owain Doull \| Wielka Brytania \| Wielka Brytania \| + 8' 30" \| \| 19. \| Alex Aranburu \| Hiszpania \| Hiszpania \| + 8' 30" \| \| 20. \| Kevin Vermaerke \| Stany Zjednoczone \| Stany Zjednoczone \| + 8' 30" \| \| 21. \| Simon Clarke \| Australia \| Australia \| + 8' 30" \| \| 22. \| Patrick Gamper \| Austria \| Austria \| + 8' 30" \| \| 23. \| Krists Neilands \| Łotwa \| Łotwa \| + 8' 55" \| \| 24. \| Petr Kelemen \| Czechy \| Czechy \| + 10' 01" \| \| 25. \| Remco Evenepoel \| Belgia \| Belgia \| + 10' 10" \| |                      |                   |                   |            |
| |                      |                   |                   |            |
| Źródło: ProCyclingStats |                      |                   |                   |            |
| Klasyfikacja generalna |                      |                   |                   |            |
| Kolarz | Kolarz               | Państwo           | Drużyna           | Czas       |
| 1. | Mathieu van der Poel | Holandia          | Holandia          | 6h 07' 27" |
| 2. | Wout van Aert        | Belgia            | Belgia            | + 1' 37"   |
| 3. | Tadej Pogačar        | Słowenia          | Słowenia          | + 1' 45"   |
| 4. | Mads Pedersen        | Dania             | Dania             | + 1' 45"   |
| 5. | Stefan Küng          | Szwajcaria        | Szwajcaria        | + 3' 48"   |
| 6. | Jasper Stuyven       | Belgia            | Belgia            | + 3' 48"   |
| 7. | Matthew Dinham       | Australia         | Australia         | + 3' 48"   |
| 8. | Toms Skujiņš         | Łotwa             | Łotwa             | + 3' 48"   |
| 9. | Tiesj Benoot         | Belgia            | Belgia            | + 3' 48"   |
| 10. | Alberto Bettiol      | Włochy            | Włochy            | + 4' 03"   |
| 11. | Neilson Powless      | Stany Zjednoczone | Stany Zjednoczone | + 4' 20"   |
| 12. | Dylan van Baarle     | Holandia          | Holandia          | + 4' 24"   |
| 13. | Mauro Schmid         | Szwajcaria        | Szwajcaria        | + 5' 50"   |
| 14. | Mattias Skjelmose    | Dania             | Dania             | + 6' 22"   |
| 15. | Valentin Madouas     | Francja           | Francja           | + 7' 53"   |
| 16. | John Degenkolb       | Niemcy            | Niemcy            | + 8' 30"   |
| 17. | Rasmus Tiller        | Norwegia          | Norwegia          | + 8' 30"   |
| 18. | Owain Doull          | Wielka Brytania   | Wielka Brytania   | + 8' 30"   |
| 19. | Alex Aranburu        | Hiszpania         | Hiszpania         | + 8' 30"   |
| 20. | Kevin Vermaerke      | Stany Zjednoczone | Stany Zjednoczone | + 8' 30"   |
| 21. | Simon Clarke         | Australia         | Australia         | + 8' 30"   |
| 22. | Patrick Gamper       | Austria           | Austria           | + 8' 30"   |
| 23. | Krists Neilands      | Łotwa             | Łotwa             | + 8' 55"   |
| 24. | Petr Kelemen         | Czechy            | Czechy            | + 10' 01"  |
| 25. | Remco Evenepoel      | Belgia            | Belgia            | + 10' 10"  |